# Afrogamasellus celisi
Afrogamasellus celisi är en spindeldjursart som beskrevs av Loots 1969. Afrogamasellus celisi ingår i släktet Afrogamasellus och familjen Rhodacaridae. Inga underarter finns listade i Catalogue of Life.